# Auloicerya australis
Auloicerya australis är en insektsart som först beskrevs av William Miles Maskell 1894.  Auloicerya australis ingår i släktet Auloicerya och familjen pärlsköldlöss. Inga underarter finns listade i Catalogue of Life.